# Huyết chiến trong nước
"Huyết chiến trong nước (tiếng Hungary: melbourne-i vérfürdő, "tắm máu tại Melbourne") là một trận bóng nước giữa Hungary và Liên Xô trong Thế vận hội Melbourne 1956. Trận đấu điễn ra vào ngày 6 tháng 12 năm 1956 trong bối cảnh Cách mạng Hungary 1956, kết quả là Hungary đánh bại Liên Xô với tỷ số 4–0. Tên gọi này xuất hiện sau khi vận động viên Hungary Ervin Zádor nổi lên trong hai phút cuối với máu chảy ra từ trên mắt sau khi ông bị vận động viên Liên Xô Valentin Prokopov đấm.

## Bối cảnh
Giữa hai đội tuyển bóng nước Hungary và Liên Xô vốn đã có căng thẳng, do Liên Xô tận dụng việc họ kiểm soát chính trị Hungary để nghiên cứu và phỏng theo cách thức đào tạo và chiến thuật của đội tuyển Hungary từng vô địch Thế vận hội.
Ngày 23 tháng 10 năm 1956, một cuộc tuần hành của sinh viên Đại học Kỹ thuật và Kinh tế Budapest phát triển thành khởi nghĩa chống chính phủ bù nhìn của Liên Xô tại Budapest. Trong vài ngày, tình thế có vẻ như Hungary sẽ giải phóng bản thân khỏi Liên Xô. Tuy nhiên, ngày 1 tháng 11, các xe tăng Liên Xô bắt đầu tiến vào Hungary và từ ngày 4 tháng 11 đến ngày 10 tháng 11 quân Liên Xô bắt đầu đàn áp khởi nghĩa bằng không kích, pháo kích, và các hành động của xe tăng-bộ binh.
Đương thời, đội tuyển bóng nước Hungary tập trung tại một trại huấn luyện vùng núi phía trên Budapest. Họ có thể nghe thấy tiếng súng và trông thấy khói bốc lên. Các vận động viên đang luyện tập nhằm bảo vệ chức vô địch Thế vận hội tại Melbourne hai tháng sau, họ di chuyển sang Tiệp Khắc nhằm tránh ảnh hưởng từ cách mạng. Các vận động viên chỉ biết quy mô thực sự của khởi nghĩa và cuộc trấn áp sau đó sau khi họ đến Úc và họ đều lo lắng về tin tức của bạn bè và gia đình.
Đầu Thế vận hội, khởi nghĩa bị trấn áp và nhiều vận động viên nhìn nhận Thế vận hội là cách để cứu vãn niềm kiêu hãnh của tổ quốc. "Họ cảm thấy bản thân không chỉ thi đấu cho bản thân mà còn cho toàn thể quốc gia của mình", theo lời của Zádor sau trận đấu. Trận đấu diễn ra trước một đám đông ủng hộ gồm người Hungary tha hương (nhiều người từng ở trường đấu quyền Anh trước đó để theo dõi vận động viên Hungary László Papp thi đấu) cùng người Úc và người Mỹ, vốn là hai đối thủ của Liên Xô trong Chiến tranh Lạnh.

## Trận đấu
Ervin Zádor
Buổi sáng trước khi thi dấu, các vận động viên Hungary phát triển một chiến lược nhằm chế nhạo người Nga bằng tiếng Nga mà họ phải học trong trường. Theo lời của Ervin Zádor: "Chúng tôi cố thử và khiến người Nga tức giận để họ rối trí."
Từ khi bắt đầu thi đấu, vận động viên hai bên đấm đá qua lại. Tại một thời điểm, máy quay phim ghi được cảnh đội trưởng phía Hungary là Dezső Gyarmati tung một cú đấm. Trong khi đó, Zádor ghi hai bàn thắng khiến đám đông phấn khích hô Hajrá Magyarok! ("Tiến lên người Hungary!").
Đến những phút cuối trận đấu, Hungary dẫn trước 4–0. Zádor đã chú ý đến Valentin Prokopov, là người mà đã có lời qua lại với anh. Prokopov đấm anh, gây một vết thương chảy máu. Zádor rời khỏi bể bơi và máu của anh là giọt nước tràn ly với đám đông đã sẵn bị kích động. Nhiều khán giả giận dữ nhảy xuống phòng chờ cạnh nước, giơ nắm đấm của mình, lăng mạ và khạc nhổ vào người Nga. Nhằm tránh náo loạn, cảnh sát tiến vào đấu trường và đuổi đám đông ra. Trận đấu còn lại một phút.
Hình ảnh vết thương của Zádor được công bố trên toàn thế giới, dẫn đến biệt danh "Huyết chiến trong nước". Tuy nhiên, các tường thuật rằng nước trong bể chuyển sang màu đỏ là cường điệu. Zádor nói rằng ông chỉ nghĩ đến việc bản thân có thể chơi trận sau hay không.
Hungary được tuyên bố là bên chiến thắng do họ dẫn trước và sau đó thắng Nam Tư 2-1 trong trận chung kết để lần thứ tư giành huy chương vàng Thế vận hội. Vết thương của Zádor buộc ông phải vắng mặt trong trận chung kết. Sau khi kết thúc thi đấu, ông cùng một số đồng đội tìm cách tị nạn tại phương Tây thay vì trở về Hungary đang nằm dưới chế độ thân Liên Xô nghiêm ngặt.

## Trong phim
Năm 2006, nhân kỷ niệm 60 năm Cách mạng Hungary, phim tài liệu Freedom's Fury do Kristine Lacey và Thor Halvorssen sản xuất kể về trận đấu. Quentin Tarantino miêu tả nó là "câu chuyện chưa được kể hay nhất". Phim tài liệu dẫn lời vận động viên Thế vận hội Mark Spitz, là một người trong độ tuổi thiếu niên từng được Ervin Zádor huấn luyện.
Cũng trong năm 2006, một bộ phim miêu tả về trận đấu được phát hành với tiêu đề Children of Glory (tiếng Hungary: Szabadság, szerelem, nghĩa là "Tự do, tình yêu"). Phim thể hiện Cách mạng Hungary qua nhãn quan của một vận động viên trong đội tuyển bóng nước và một nữ thanh niên từng là một thủ lĩnh sinh viên. Đạo diễn của phim và Krisztina Goda, và người sản xuất là Andrew G. Vajna. Phim xuất hiện trên các rạp chiếu bóng Hungary vào ngày 23 tháng 10 năm 2006, nhân kỷ niệm 50 năm cách mạng. Ngày 29 tháng 10 năm 2006, phim được chiếu tại Nhà Trắng cho Tổng thống Hoa Kỳ George W. Bush và các khách mời (trong đó có các nhân vật người Mỹ gốc Hungary như George Pataki, George A. Olah).
Sự kiện cũng được miêu tả trong phim Newsfront năm 1978 của Úc.